# Graukopf-Waldsänger

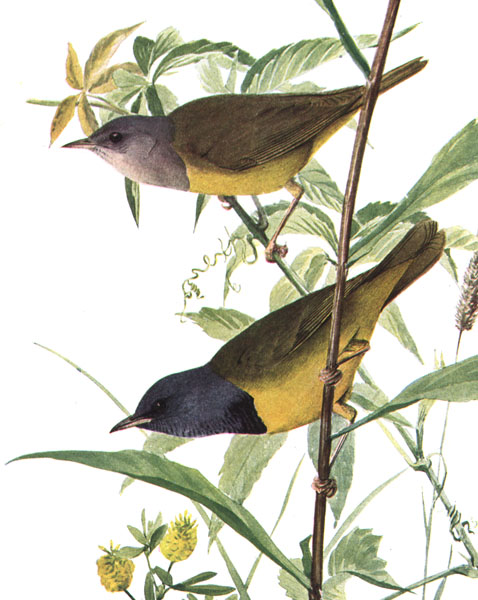
Graukopf-Waldsänger, Illustration: Oben Weibchen, unten Männchen

Verbreitungsgebiet des Graukopf-Waldsängers:
Brutgebiete
Überwinterungsgebiete

Der Graukopf-Waldsänger (Geothlypis philadelphia, Syn.: Oporornis philadelphia) ist ein kleiner insektenfressender Vogel aus der Gattung der Gelbkehlchen (Geothlypis) in der Familie der Waldsänger (Parulidae).
Graukopf-Waldsänger sind etwa dreizehn Zentimeter groß. Das Oberseitengefieder ist olivgrün; das Unterseitengefieder gelb. Männliche Graukopf-Waldsänger tragen ein graues Kopf- und Brustgefieder. Am Kehlbereich und auf der Brust haben sie schwarze Flecken. Bei den Weibchen und Jungvögeln ist das Kopf- und Brustgefieder graubraun.
Das Verbreitungsgebiet erstreckt sich während der Brutzeit von Kanada über den Nordosten der USA bis in den Osten. Ihre schalenförmigen Nester legen sie im dichten Gestrüpp auf dem Boden an. 
Den Winter verbringen sie in Mittelamerika und im Norden von Südamerika.
Sie ernähren sich überwiegend von Insekten.